# Pic à coiffe grise
Yungipicus canicapillus
Espèce
Statut de conservation UICN

 LC  : Préoccupation mineure
Le Pic à coiffe grise (Yungipicus canicapillus) est une espèce d'oiseau de la famille des Picidae.
Son aire s'étend à travers l'Extrême-Orient et l'Himalaya.

## Liste des sous-espèces
D'après la classification de référence (version 15.1, 2025) du Congrès ornithologique international, cette espèce est constituée des sous-espèces suivantes (ordre phylogénique) :
- D. c. doerriesi (Hargitt, 1881) — Manchourie et Corée ;
- D. c. scintilliceps (Swinhoe, 1863) — est de la Chine ;
- D. c. kaleensis (Swinhoe, 1863) — Chine et Taïwan ;
- D. c. swinhoei (Hartert, 1910) — Hainan ;
- D. c. mitchellii (Malherbe, 1849) — centre/ouest de l'Himalaya ;
- D. c. semicoronatus (Malherbe, 1849) — est de l'Himalaya ;
- D. c. canicapillus (Blyth, 1845) — du nord-est de l'Asie du Sud au Laos ;
- D. c. delacouri (Meyer de Schauensee, 1938) — sud-est de l'Indochine ;
- D. c. auritus (Eyton, 1845) — péninsule Malaise  ;
- D. c. volzi (Stresemann, 1920) — Sumatra, Nias et Riau ;
- D. c. aurantiiventris (Salvadori, 1868) — Bornéo.